# Julian Winterbach
Julian Winterbach (* 20. Juni 1996), auch Julian Bartnick, ist ein ehemaliger deutscher Kinderdarsteller. 

## Leben
Winterbach wurde am 20. Juni 1996 geboren und wuchs in Hamburg auf. 2009 debütierte er als Nebendarsteller in der deutschen Filmkomödie 12 Meter ohne Kopf. Im selben Jahr hatte er einen Gastauftritt in der Serie Großstadtrevier, Folge Nicht mit mir inne. Von 2010 bis 2011 spielte er in der deutschen Kinderkrimiserie Die Pfefferkörner die Rolle des Rasmus Nilsen. Danach zog er sich vom Fernsehschauspiel zurück.

## Filmografie
- 2009: 12 Meter ohne Kopf
- 2009: Großstadtrevier (Fernsehserie, Episode 23x07)
- 2010–2011: Die Pfefferkörner (Fernsehserie, 24 Episoden)